# Walking Away
"Walking Away" é o segundo single do álbum Information Society, lançado pelo grupo de synthpop Information Society em 1988. Embora não seja tão popular quanto o primeiro anterior, "Walking Away" conseguiu sucesso, chegando a posição #9 na Billboard Hot 100, e mesmo sendo uma canção do gênero pop, entrou na parada de faixas de rock mais tocadas, onde chegou a posição #15. O videoclipe foi dirigido por Mark Pellington, e teve bastante destaque no canal MTV.
A canção contem um sampler de William Shatner atuando como James T. Kirk dizendo "It is useless to resist us" do episódio de Star Trek: The Original Series, "Mirror, Mirror".

## Faixas
12" Single
| N.º | Título                               | Duração |  |
| 1.  | "Walking Away" (Space Age Mix)       | 6:36    |  |
| 2.  | "Walking Away" (Space Age Dub)       | 7:57    |  |
| 3.  | "Make It Funkier" (Boot It Up Vocal) | 2:56    |  |
| 4.  | "Walking Away" (S.M.D. Mix)          | 7:09    |  |
| 5.  | "Walking Away" (House Dub)           | 6:09    |  |
| 6.  | "Walking Away" (Radio Version)       | 3:59    |  |

CD Single
| N.º | Título                         | Duração |  |
| 1.  | "Walking Away" (Radio Version) | 3:58    |  |
| 2.  | "Walking Away" (LP Version)    | 5:01    |  |
| 3.  | "Walking Away" (Space Age Mix) | 6:36    |  |
| 4.  | "Walking Away" (S.M.D. Mix)    | 7:08    |  |

## Posições nas paradas musicais
| Parada musical (1988/1989)                          | Melhor posição |
| --------------------------------------------------- | -------------- |
| Estados Unidos - Billboard Hot 100                  | 9              |
| Estados Unidos - Hot Dance Music/Club Play          | 5              |
| Estados Unidos - Hot Dance Music/Maxi-Singles Sales | 1              |
| Estados Unidos - Hot R&B/Hip-Hop Singles & Tracks   | 64             |
| Estados Unidos - Modern Rock Tracks                 | 15             |